# Баскара
Баскара (кат. Bàscara) - муніципалітет, розташований у Автономній області Каталонія, в Іспанії. Знаходиться у районі (кумарці) Ал Ампурда провінції Жирона, згідно з новою адміністративною реформою перебуватиме у складі баґарії Жирона.

## Населення
Населення міста (у 2007 р.) становить 915 осіб (з них менше 14 років - 12%, від 15 до 64 - 65,1%, понад 65 років - 22,8%). У 2006 р. народжуваність склала 8 осіб, смертність - 12 осіб, зареєстровано 4 шлюби. У 2001 р. активне населення становило 382 особи, з них безробітних - 21 особа.

Серед осіб, які проживали на території міста у 2001 р., 707 народилися в Каталонії (з них 419 осіб у тому самому районі, або кумарці), 73 особи приїхали з інших областей Іспанії, а 29 осіб приїхало з-за кордону. 

Університетську освіту має 10% усього населення. 

У 2001 р. нараховувалося 275 домогосподарств (з них 16,7% складалися з однієї особи, 29,8% з двох осіб,18,5% з 3 осіб, 18,9% з 4 осіб, 10,9% з 5 осіб, 4,4% з 6 осіб, 0,4% з 7 осіб, 0% з 8 осіб і 0,4% з 9 і більше осіб).

Активне населення міста у 2001 р. працювало у таких сферах діяльності : у сільському господарстві - 16,1%, у промисловості - 12,5%, на будівництві - 12,5% і у сфері обслуговування -59%. 

 У муніципалітеті або у власному районі (кумарці) працює 284 особи, поза районом - 193 особи.

### Безробіття
У 2007 р. нараховувалося 19 безробітних (у 2006 р. - 17 безробітних), з них чоловіки становили 47,4%, а жінки - 52,6%.

## Економіка

### Підприємства міста

#### Промислові підприємства
| \| Промислові підприємства міста, за сферою діяльності \| Промислові підприємства міста, за сферою діяльності \| Промислові підприємства міста, за сферою діяльності \| \| Рік \| 2002 р. \| 2001 р. \| \| --------------------------------------------------- \| --------------------------------------------------- \| --------------------------------------------------- \| \| Енергетичні та водні ресурси \| 7,1% \| 6,2% \| \| Хімія та метали \| 7,1% \| 6,2% \| \| Переробка металів \| 21,4% \| 25% \| \| Продукти харчування \| 14,3% \| 12,5% \| \| Текстиль \| 0% \| 0% \| \| Виробництво меблів, видання \| 42,9% \| 43,8% \| \| Інше \| 7,1% \| 6,2% \| \| Усього підприємств \| 14 \| 16 \| |         |         |
| Промислові підприємства міста, за сферою діяльності |         |         |
| Рік | 2002 р. | 2001 р. |
| Енергетичні та водні ресурси | 7,1%    | 6,2%    |
| Хімія та метали | 7,1%    | 6,2%    |
| Переробка металів | 21,4%   | 25%     |
| Продукти харчування | 14,3%   | 12,5%   |
| Текстиль | 0%      | 0%      |
| Виробництво меблів, видання | 42,9%   | 43,8%   |
| Інше | 7,1%    | 6,2%    |
| Усього підприємств | 14      | 16      |

#### Роздрібна торгівля
| \| Підприємства роздрібної торгівлі міста, за сферою діяльності \| Підприємства роздрібної торгівлі міста, за сферою діяльності \| Підприємства роздрібної торгівлі міста, за сферою діяльності \| \| Рік \| 2002 р. \| 2001 р. \| \| ------------------------------------------------------------ \| ------------------------------------------------------------ \| ------------------------------------------------------------ \| \| Продукти харчування \| 35% \| 35% \| \| Одяг та взуття \| 15% \| 15% \| \| Товари для дому \| 5% \| 5% \| \| Книги та періодичні видання \| 0% \| 0% \| \| Промислова хімічна продукція \| 10% \| 10% \| \| Продукція, пов'язана з транспортними засобами \| 5% \| 5% \| \| Інше \| 30% \| 30% \| \| Усього підприємств \| 20 \| 20 \| |         |         |
| Підприємства роздрібної торгівлі міста, за сферою діяльності |         |         |
| Рік | 2002 р. | 2001 р. |
| Продукти харчування | 35%     | 35%     |
| Одяг та взуття | 15%     | 15%     |
| Товари для дому | 5%      | 5%      |
| Книги та періодичні видання | 0%      | 0%      |
| Промислова хімічна продукція | 10%     | 10%     |
| Продукція, пов'язана з транспортними засобами | 5%      | 5%      |
| Інше | 30%     | 30%     |
| Усього підприємств | 20      | 20      |

#### Сфера послуг
| \| Підприємства міста, що працюють у сфері послуг, за діяльністю \| Підприємства міста, що працюють у сфері послуг, за діяльністю \| Підприємства міста, що працюють у сфері послуг, за діяльністю \| \| Рік \| 2002 р. \| 2001 р. \| \| ------------------------------------------------------------- \| ------------------------------------------------------------- \| ------------------------------------------------------------- \| \| Гуртова торгівля \| 3,8% \| 2,2% \| \| Готелі та готельний бізнес \| 21,2% \| 23,9% \| \| Транспорт та зв'язок \| 32,7% \| 37% \| \| Посередницькі фінансові послуги \| 5,8% \| 6,5% \| \| Послуги підприємствам \| 0% \| 0% \| \| Послуги фізичним особам \| 34,6% \| 30,4% \| \| Нерухомість та ін. \| 1,9% \| 0% \| \| Усього підприємств \| 52 \| 46 \| |         |         |
| Підприємства міста, що працюють у сфері послуг, за діяльністю |         |         |
| Рік | 2002 р. | 2001 р. |
| Гуртова торгівля | 3,8%    | 2,2%    |
| Готелі та готельний бізнес | 21,2%   | 23,9%   |
| Транспорт та зв'язок | 32,7%   | 37%     |
| Посередницькі фінансові послуги | 5,8%    | 6,5%    |
| Послуги підприємствам | 0%      | 0%      |
| Послуги фізичним особам | 34,6%   | 30,4%   |
| Нерухомість та ін. | 1,9%    | 0%      |
| Усього підприємств | 52      | 46      |

## Житловий фонд
У 2001 р. 1,5% усіх родин (домогосподарств) мали житло метражем до 59 м², 16% - від 60 до 89 м², 37,8% - від 90 до 119 м² і
44,7% - понад 120 м².

З усіх будівель у 2001 р. 23,4% було одноповерховими, 74,3% - двоповерховими, 2,3
% - триповерховими, 0% - чотириповерховими, 0% - п'ятиповерховими, 0% - шестиповерховими,
0% - семиповерховими, 0% - з вісьмома та більше поверхами.

## Автопарк
| \| Автомобілі, зареєстровані у місті, за призначенням \| Автомобілі, зареєстровані у місті, за призначенням \| Автомобілі, зареєстровані у місті, за призначенням \| \| Рік \| 2006 р. \| 2005 р. \| \| -------------------------------------------------- \| -------------------------------------------------- \| -------------------------------------------------- \| \| Приватні автомобілі \| 54,5% \| 55,1% \| \| Мотоцикли \| 8,8% \| 8,5% \| \| Вантажівки \| 22,9% \| 23,7% \| \| Трактори \| 4,7% \| 4,4% \| \| Автобуси та ін. \| 9,2% \| 8,2% \| \| Усього автомобілів \| 1.092 шт. \| 1.043 шт. \| |           |           |
| Автомобілі, зареєстровані у місті, за призначенням |           |           |
| Рік | 2006 р.   | 2005 р.   |
| Приватні автомобілі | 54,5%     | 55,1%     |
| Мотоцикли | 8,8%      | 8,5%      |
| Вантажівки | 22,9%     | 23,7%     |
| Трактори | 4,7%      | 4,4%      |
| Автобуси та ін. | 9,2%      | 8,2%      |
| Усього автомобілів | 1.092 шт. | 1.043 шт. |

## Вживання каталанської мови
У 2001 р. каталанську мову у місті розуміли 98,8% усього населення (у 1996 р. - 98,2%), вміли говорити нею 89,9% (у 1996 р. - 
84,4%), вміли читати 88,9% (у 1996 р. - 87,8%), вміли писати 71,3
% (у 1996 р. - 55,6%). Не розуміли каталанської мови 1,2%.

## Політичні уподобання
У виборах до Парламенту Каталонії у 2006 р. взяло участь 487 осіб (у 2003 р. - 526 осіб). Голоси за політичні сили розподілилися таким чином:
| \| Вибори до Парламенту Каталонії \| Вибори до Парламенту Каталонії \| Вибори до Парламенту Каталонії \| \| Рік \| 2006 р. \| 2003 р. \| \| -------------------------------------- \| ------------------------------ \| ------------------------------ \| \| Конвергенція та Єднання (CiU) \| 44,6% \| 49,6% \| \| Соціалістична партія Каталонії (PSC) \| 14,6% \| 13,1% \| \| Народна партія (PP) \| 4,9% \| 5,3% \| \| Ініціатива за зелену Каталонію (IC) \| 9% \| 2,5% \| \| Республіканська лівиця Каталонії (ERC) \| 24% \| 28,7% \| \| Громадянська партія (C's) \| 0% \| 0% \| \| Інші \| 2,9% \| 0,8% \| |         |         |
| Вибори до Парламенту Каталонії |         |         |
| Рік | 2006 р. | 2003 р. |
| Конвергенція та Єднання (CiU) | 44,6%   | 49,6%   |
| Соціалістична партія Каталонії (PSC) | 14,6%   | 13,1%   |
| Народна партія (PP) | 4,9%    | 5,3%    |
| Ініціатива за зелену Каталонію (IC) | 9%      | 2,5%    |
| Республіканська лівиця Каталонії (ERC) | 24%     | 28,7%   |
| Громадянська партія (C's) | 0%      | 0%      |
| Інші | 2,9%    | 0,8%    |

У муніципальних виборах у 2007 р. взяло участь 615 осіб (у 2003 р. - 578 осіб). Голоси за політичні сили розподілилися таким чином:
| \| Муніципальні вибори \| Муніципальні вибори \| Муніципальні вибори \| \| Рік \| 2007 р. \| 2003 р. \| \| -------------------------------------- \| ------------------- \| ------------------- \| \| Конвергенція та Єднання (CiU) \| 57,6% \| 54,5% \| \| Соціалістична партія Каталонії (PSC) \| 19% \| 0% \| \| Народна партія (PP) \| 0% \| 0% \| \| Ініціатива за зелену Каталонію (IC) \| 0% \| 0% \| \| Республіканська лівиця Каталонії (ERC) \| 23,4% \| 45,5% \| \| Громадянська партія (C's) \| 0% \| 0% \| \| Інші \| 0% \| 0% \| |         |         |
| Муніципальні вибори |         |         |
| Рік | 2007 р. | 2003 р. |
| Конвергенція та Єднання (CiU) | 57,6%   | 54,5%   |
| Соціалістична партія Каталонії (PSC) | 19%     | 0%      |
| Народна партія (PP) | 0%      | 0%      |
| Ініціатива за зелену Каталонію (IC) | 0%      | 0%      |
| Республіканська лівиця Каталонії (ERC) | 23,4%   | 45,5%   |
| Громадянська партія (C's) | 0%      | 0%      |
| Інші | 0%      | 0%      |